# Bhalwal
Bhalwal (Urdu بهلوال) ist eine Stadt in Pakistan in der Provinz Punjab, die etwa 30 Kilometer nordöstlich von Sargodha liegt. Laut der Volkszählung von 2017 leben 100.135 Personen in der Stadt.
Die Stadt ist Verwaltungssitz des gleichnamigen Tehsil (Verwaltungseinheit), der überwiegend landwirtschaftlich geprägt und vor allem für seine Orangenplantagen bekannt ist. Der Jhelum durchfließt den Tehsil nördlich der Stadt und der Motorway M-2, der Lahore mit Islamabad verbindet, verläuft ebenfalls unweit von ihr.